# Paul Louis Steenhuizen
Paul Louis Steenhuizen (18. září 1870 Leiden – 21. října 1940 Amsterdam) byl nizozemský preparátor zvířat a fotograf ptáků.

## Kariéra
Steenhuizen pracoval jako preparátor v zoo Artis (Královská zoologická společnost Natura Artis Magistra) v Amsterdamu (1891–1927) a v tamním Zoologickém muzeu (1927–1937). Pro muzeum Artis pracoval na sbírce osmnácti „biologických skupin“ původních ptáků, pro kterou sám sbíral materiál ve volné přírodě. V roce 1923 byl pověřen vytvořením velkého dioráma na památku Eliho Heimanse. Dioráma, které zobrazuje ptačí populaci kolem dunového jezera, bylo instalováno v budově akvária Artis v roce 1926. Bylo považováno za jeho mistrovské dílo.
V roce 1896 se aktivně věnoval fotografování ptáků, což z něj, stejně jako z Richarda Tepeho, učinilo jednoho z průkopníků fotografie ptáků v Nizozemsku. V roce 1902 získal první cenu v soutěži Algemeen Handelsblad a v roce 1906 v soutěži v Lipsku za fotografie ptáků ve volné přírodě. Mezi lety 1908 a 1911 se desítky Steenhuizenových fotografií ptáků objevily v knize Lebensbilder aus der Tierwelt (Životní obrazy ze světa zvířat) od H. Meerwartha a K. Soffela. Po roce 1910 jeho fotografickou práci postupně převzal Adolphe Burdet, kterého lze považovat za jeho žáka.
Steenhuizen byl členem několika spolků na ochranu ptáků a přírody a byl dobrým přítelem Jac. P. Thijsseho, s nímž podnikl několik vycházek do přírody. Společnou expedici na Texelu v roce 1894 popsal Thijsse v jednom z prvních čísel časopisu De Levende Natuur. Během procházky po dunách s Thijssem v dunách Wimmenum v roce 1896 pořídil fotografii, která je známá jako první publikovaná fotografie ptáka ve volné přírodě: mladého racka stříbřitého v hnízdě. Tato fotografie byla zahrnuta do brožury In de duinen (V dunách) od Heimanse a Thijsseho.

## Galerie

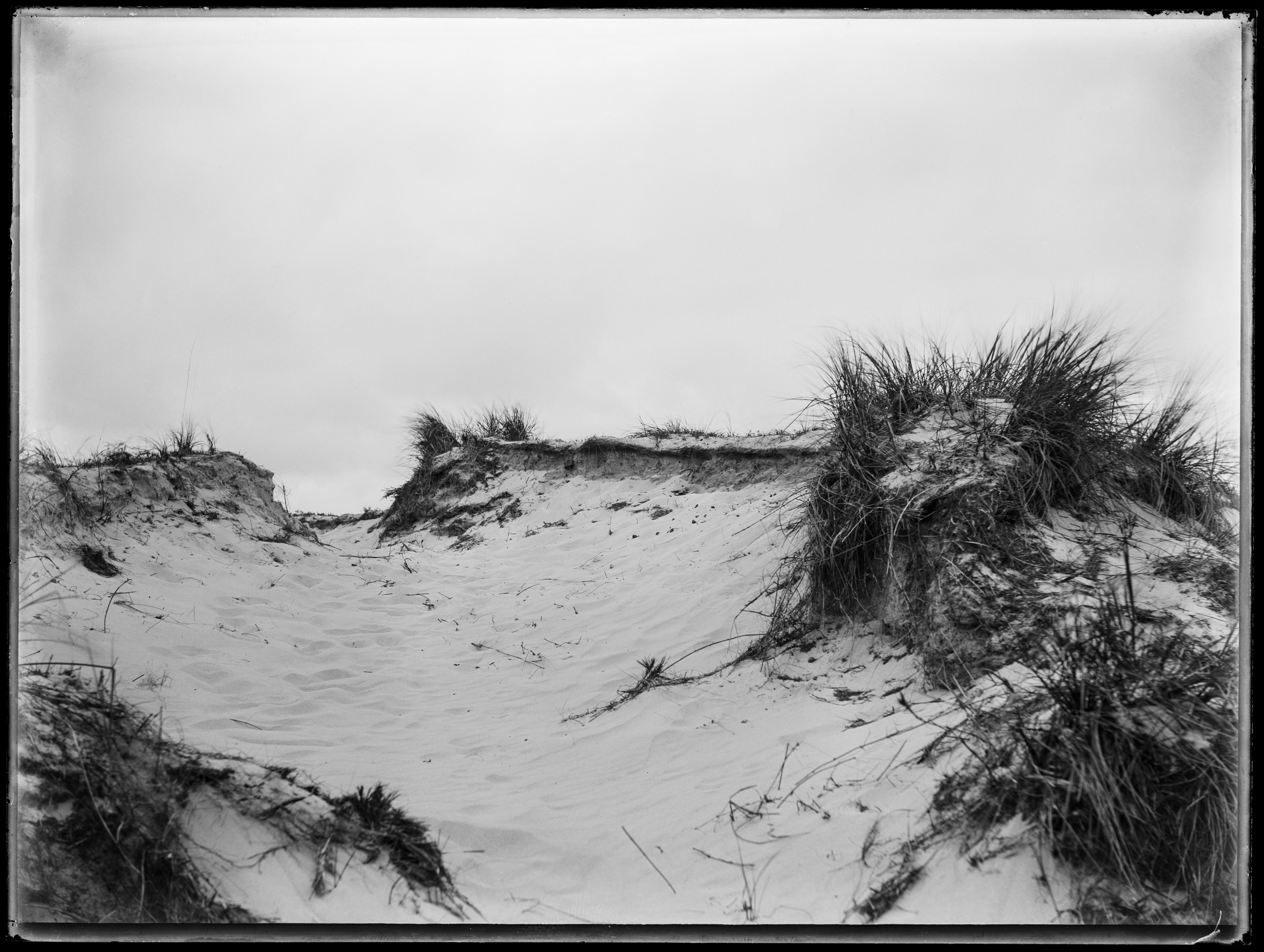
Přímořská krajina použitá jako předloha pro dioráma J. Heimanse v Artis, 1900–1923
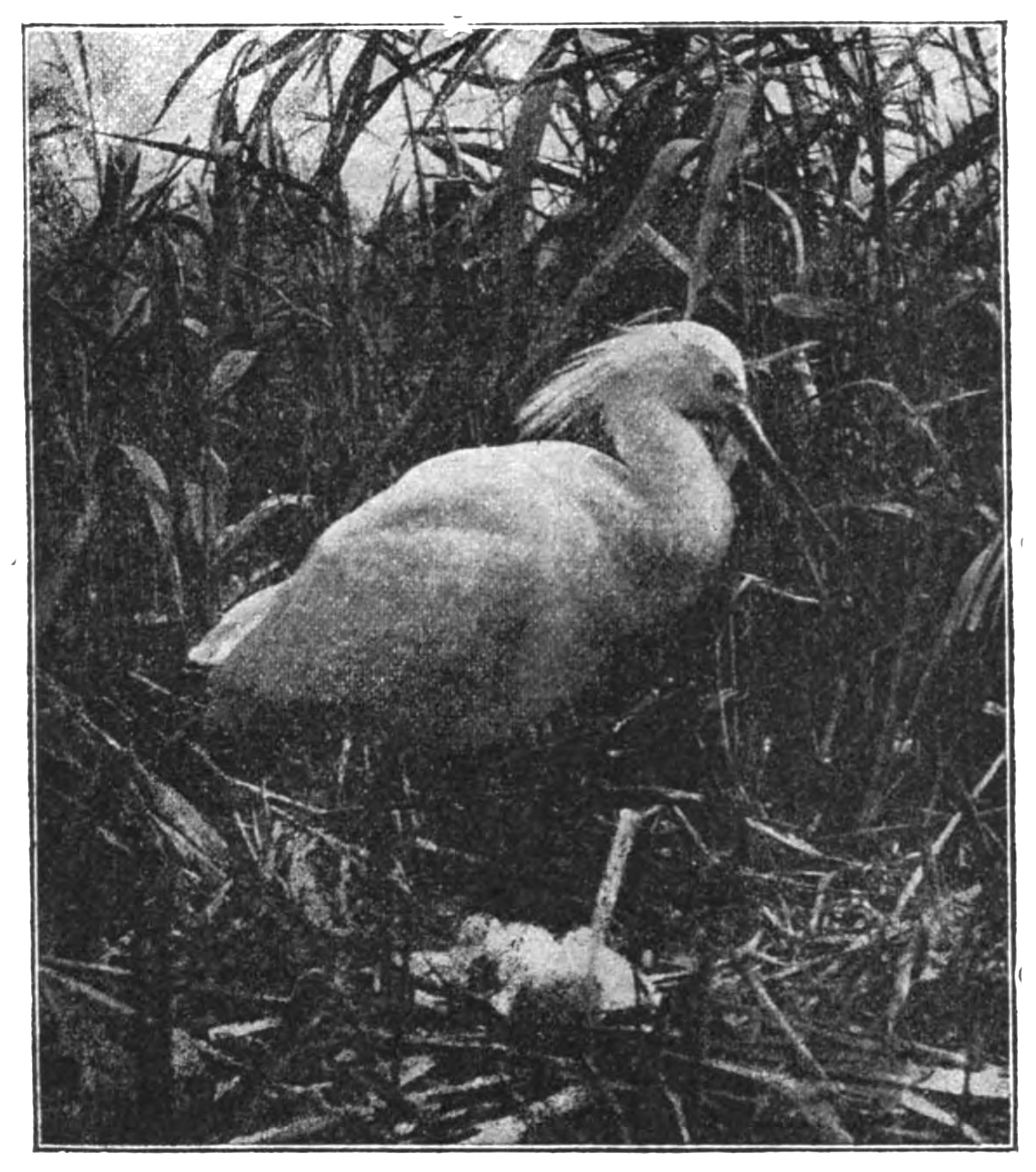
Kolpík bílý, 1906
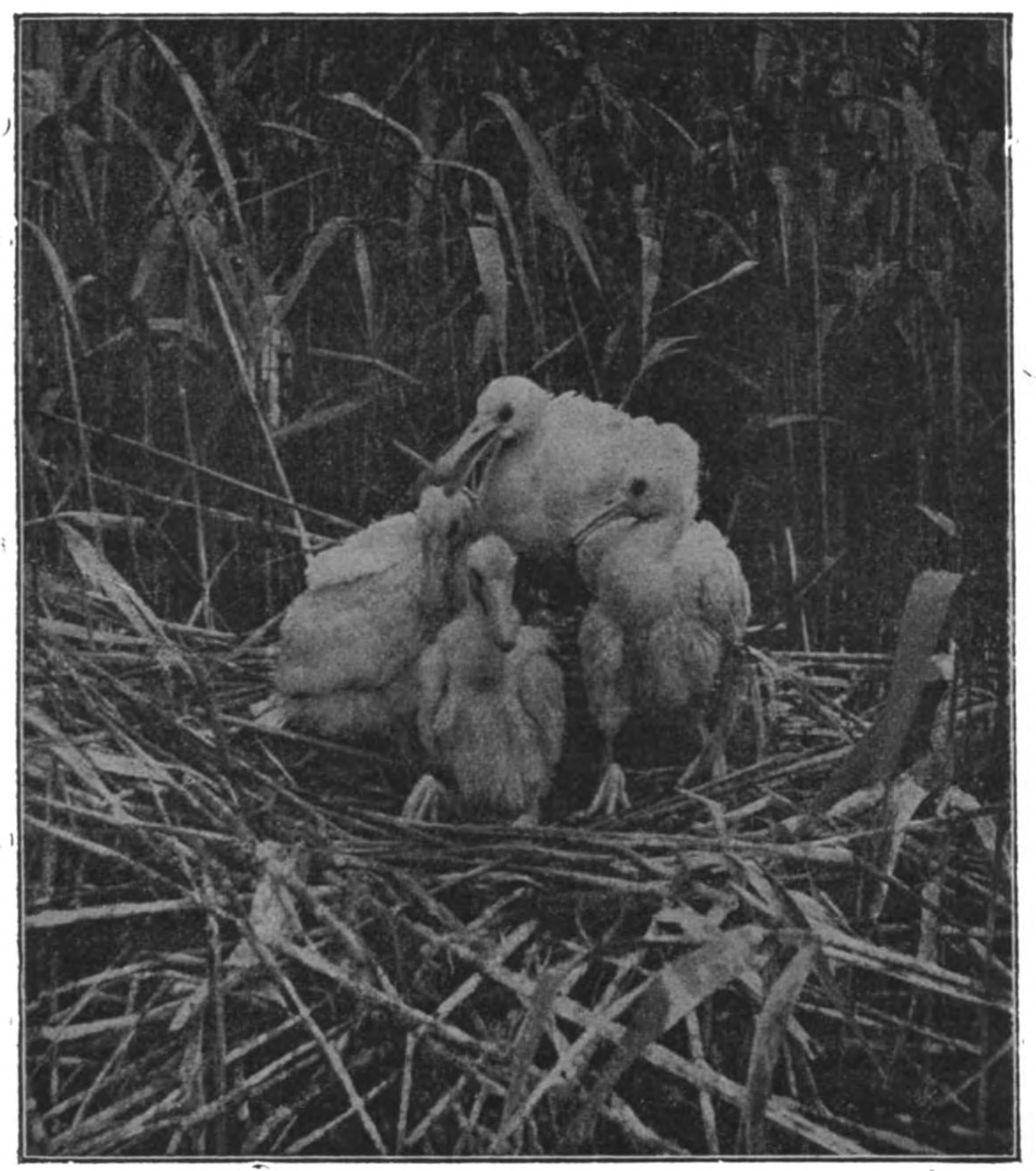
Kolpík bílý, 1906
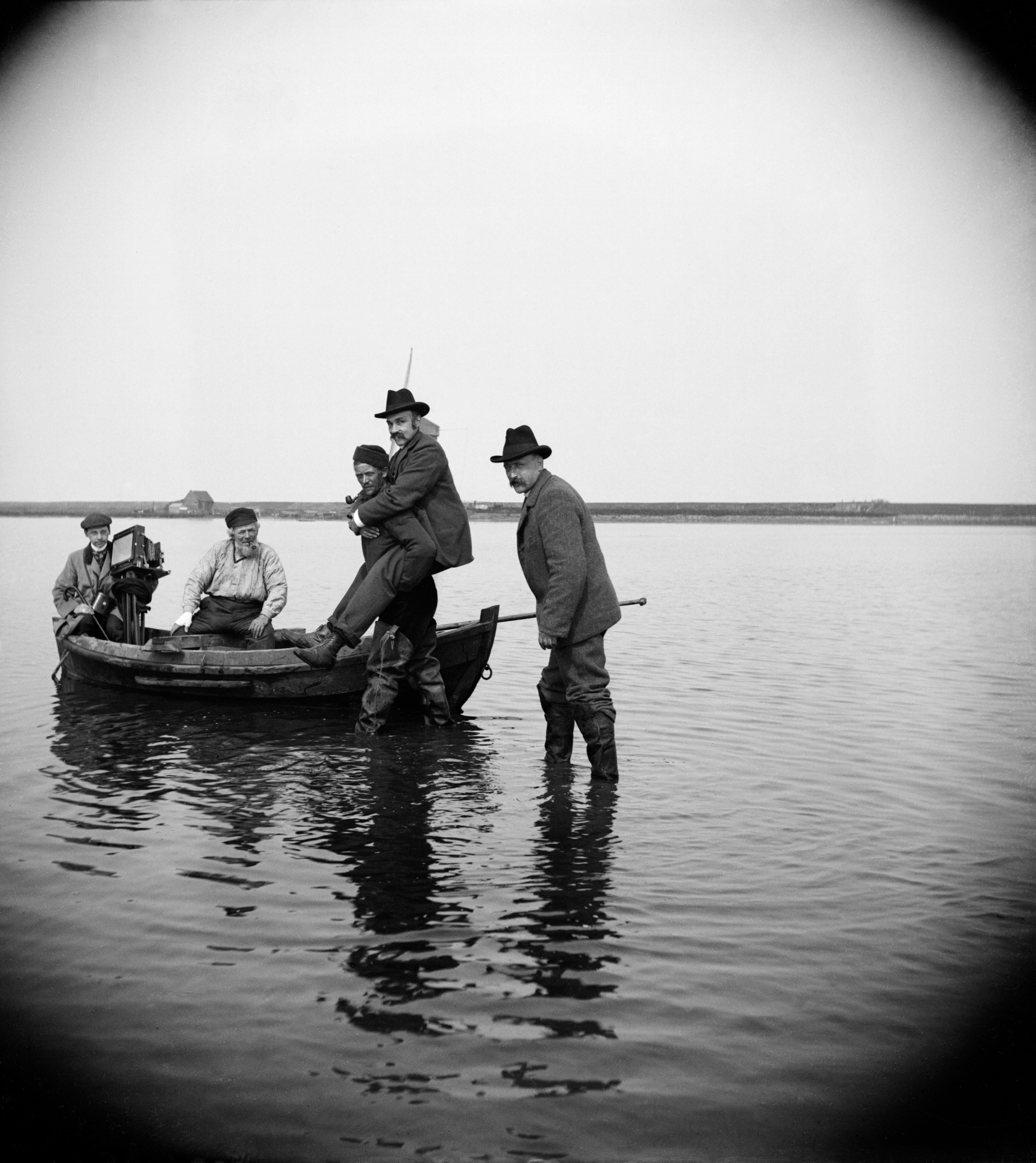
Fotograf Richard Tepe je nesen k lodi na ornitologickou exkurzi, napravo od lodi stojí P. L. Steenhuizen, 1902